# Fra bølger og bjerge
Fra bølger og bjerge er det fjerde studiealbum fra den danske middelaldergruppe Virelai. Det blev udgivet den 16. december 2011 og det består primært af traditionelle folkemelodier arrangeret af gruppen, heriblandt deres udgave af folkevisen "Agnete og Havmanden" og sange skrevet af gruppen selv.

## Spor
1. "Esrum Bourré" (Martin Seeberg) - 3:49
2. "Nøkken" (trad. Danmark) - 5:02
3. "Månevæven" (Søren Hammerlund) - 3:14
4. "Kongebørnene" (trad. Danmark) - 4:20
5. "Syv Kærester" (trad. Danmark) - 3:24
6. "Ræven, Rotten & Grisen" (trad. Norge) - 1:47
7. "Prinsessen Og Frøen (Martin Seeberg) - 3:06
8. "Sven Nordmand/gådevisen" (trad. Danmark) - 3:00
9. "Agnete & Havmanden" (trad. Danmark)- 4:38
10. "Kærlighedstræet" (trad. Danmark) - 4:01
11. "Lyren" (Søren Hammerlund) - 2:04

## Personel
- Anna Katrin Egilstrød - Vokal, trommer, davul, percussion
- Juan Pino - Darbuka, trommer, santoor, percussion
- Martin Seeberg - Bratsch, fløjte, skalmeje, jødeharpe
- Søren Hammerlund - Mandola, drejelire, lut
- Jacob Lund - Darbuka, percussion
- Mia Guldhammer - vokal, percussion